# Procuradoria-Geral Distrital de Évora
A Procuradoria-Geral Distrital de Évora é um órgão superior do Ministério Público, em Portugal. Tem sede em Évora.
A sua área de jurisdição inclui as Comarcas de Santarém, Setúbal, Évora, Portalegre, Beja e Faro.
Em 15 de Julho de 2014 o Procurador-Geral Adjunto Osvaldo José Pereira da Silva Pina foi nomeado Procurador-Geral Regional de Évora. Tomou posse a 1 de Outubro de 2021.